# Oprisavci
Oprisavci är en ort i Kroatien.   Den ligger i länet Brod-Posavina, i den östra delen av landet, 190 km öster om huvudstaden Zagreb. Oprisavci ligger 85 meter över havet och antalet invånare är 960.
Terrängen runt Oprisavci är platt. Runt Oprisavci är det ganska tätbefolkat, med 60 invånare per kvadratkilometer. Närmaste större samhälle är Slavonski Brod, 16,8 km väster om Oprisavci. Trakten runt Oprisavci består till största delen av jordbruksmark.